# Toyota Prius c
O Toyota Prius c, chamado Toyota Aqua no Japão, é um automóvel híbrido gasolina-elétrico produzido pela Toyota. O Aqua foi lançado no Japão em dezembro de 2011, e o como Prius c nos Estados Unidos e Canadá em março de 2012. O lancamento como Prius c está programado em Austrália para o primeiro trimestre de 2012.
O Prius c é a segunda variante desprendida da família Prii, e combina as caraterísticas de um auto do porte do Toyota Yaris com um trem motriz híbrido eléctrico-gasolina. O preço do Prius c é menor do que o Toyota Prius convencional e tem um consumo de combustível mais eficiente, maior aos 4.7 L/100 km (50 mpg-US). A versão de produção do Prius Aqua foi apresentada no Tokyo Motor Show em novembro de 2011. Nos Estados Unidos a versão de produção do Prius c será apresentada no North American International Auto Show em janeiro de 2012.
Trata-se de modelo de veículo equipado com transmissão continuamente variável (Câmbio CVT).

## Galeria

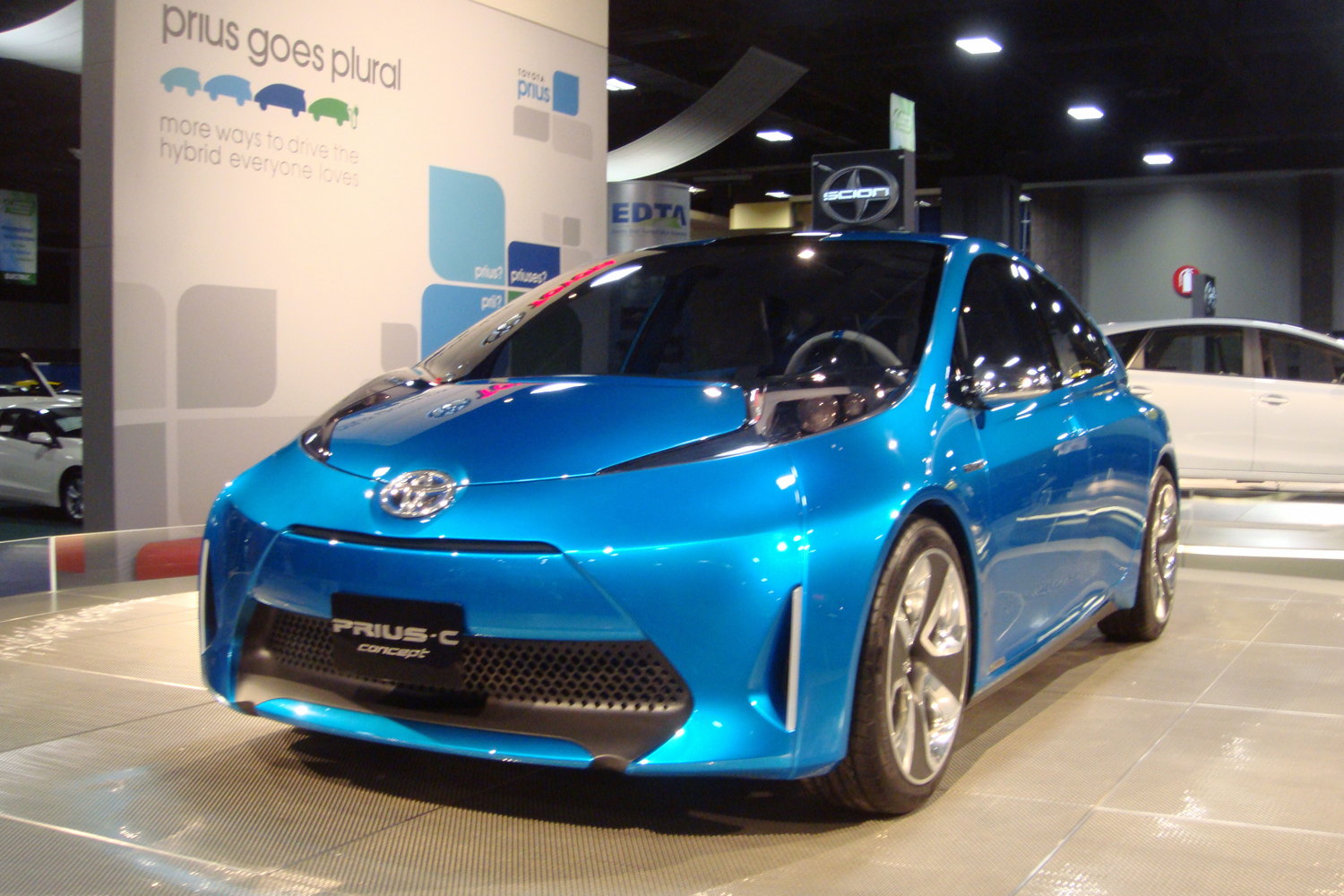
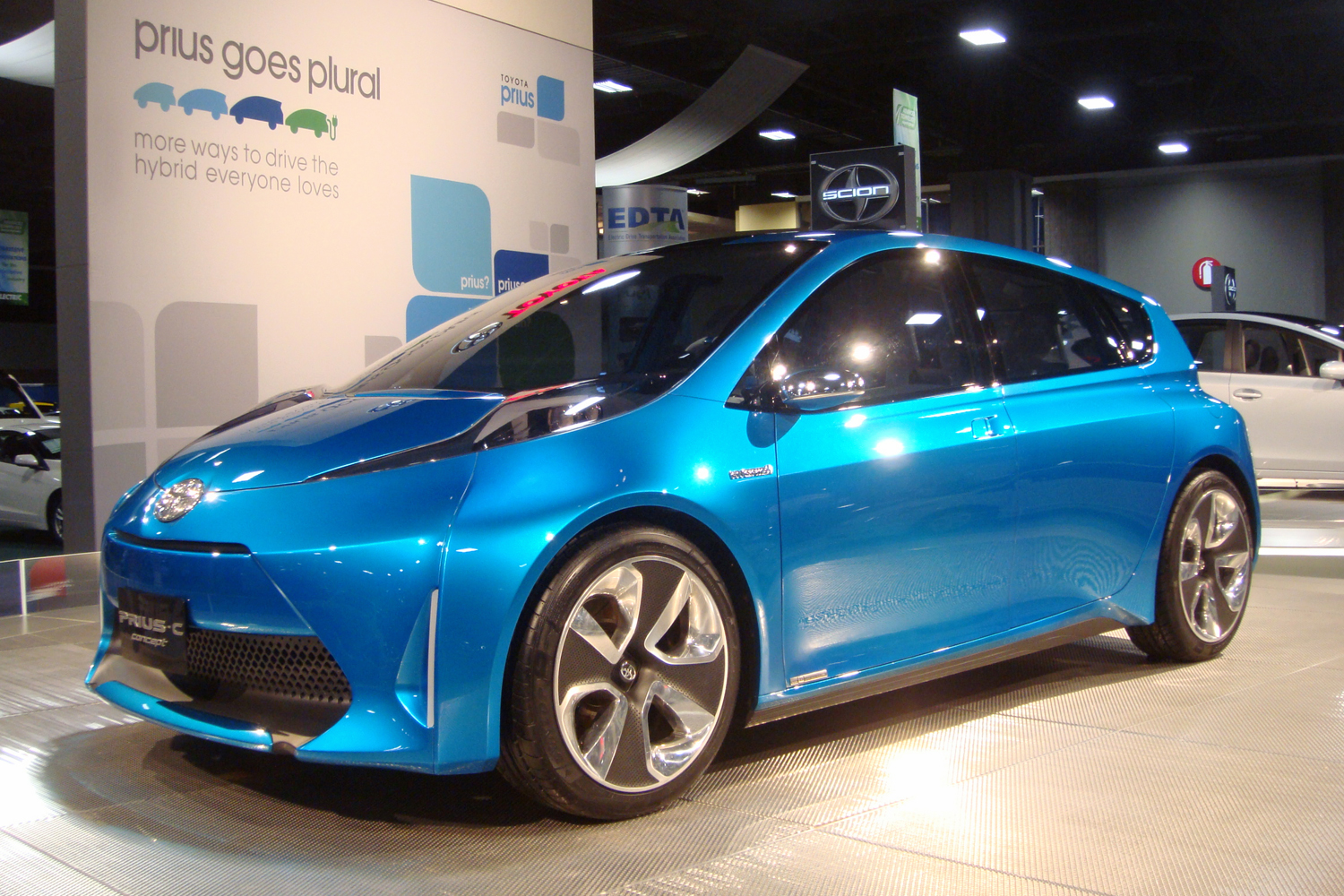
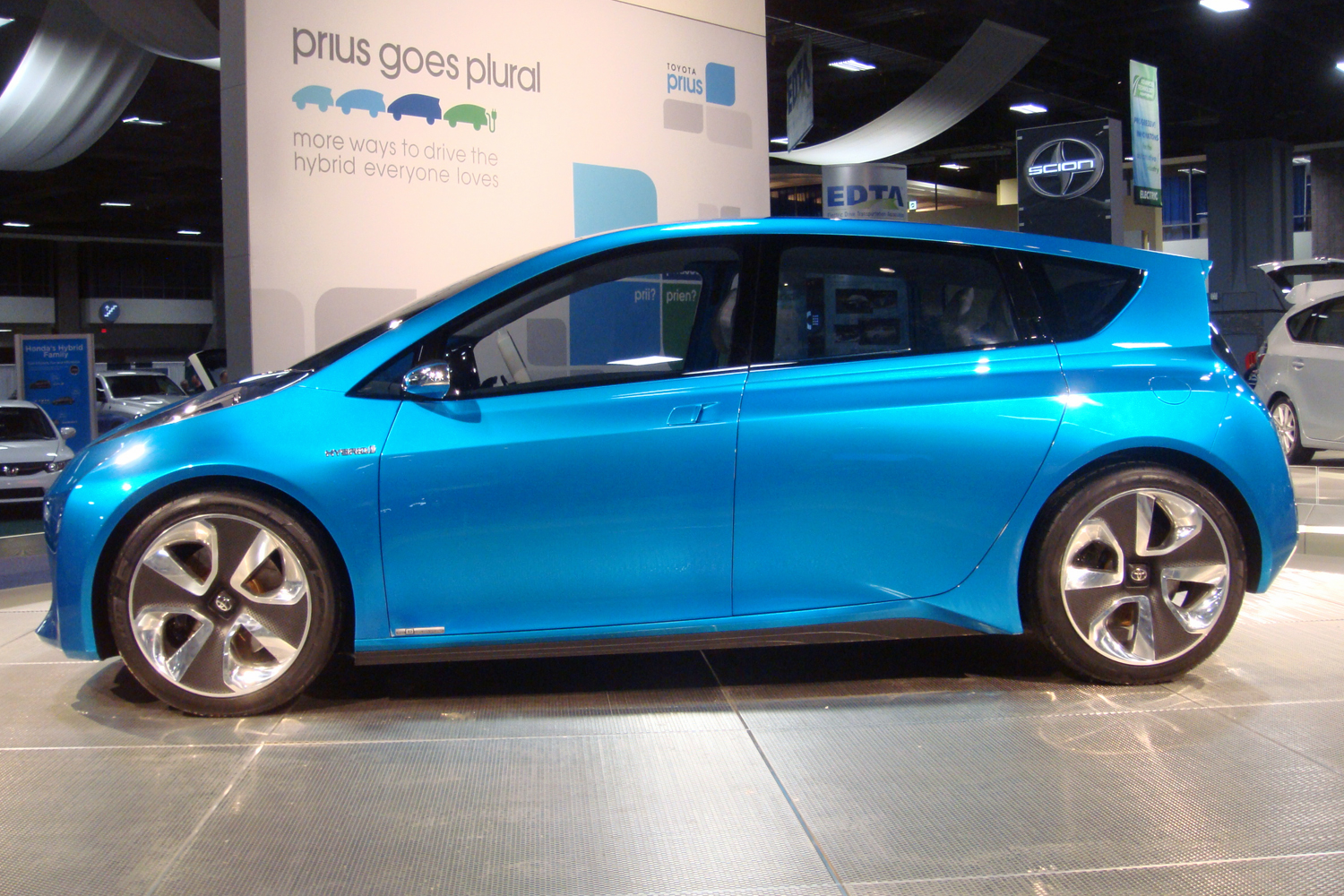
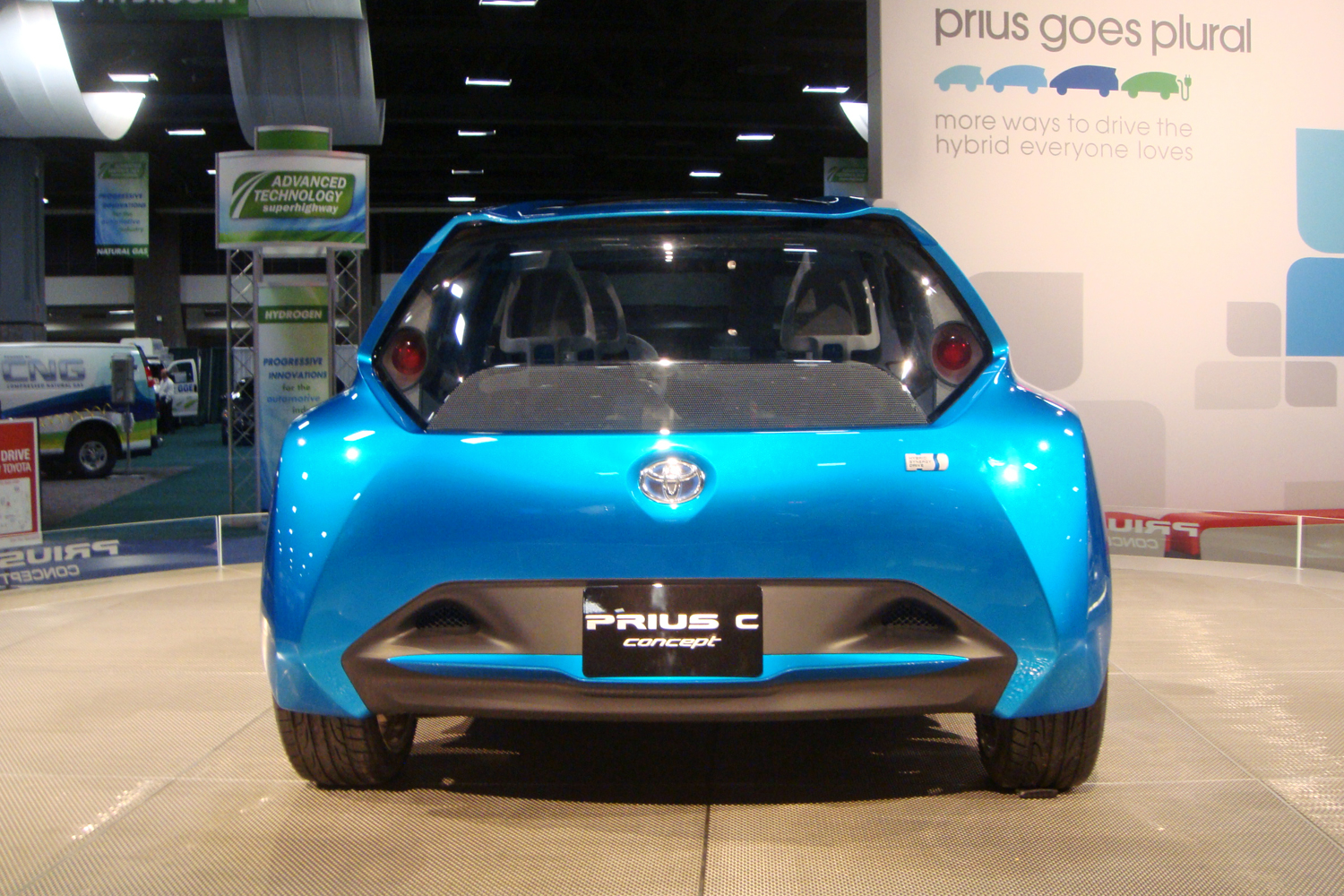

Toyota Prius c concept
Toyota Aqua

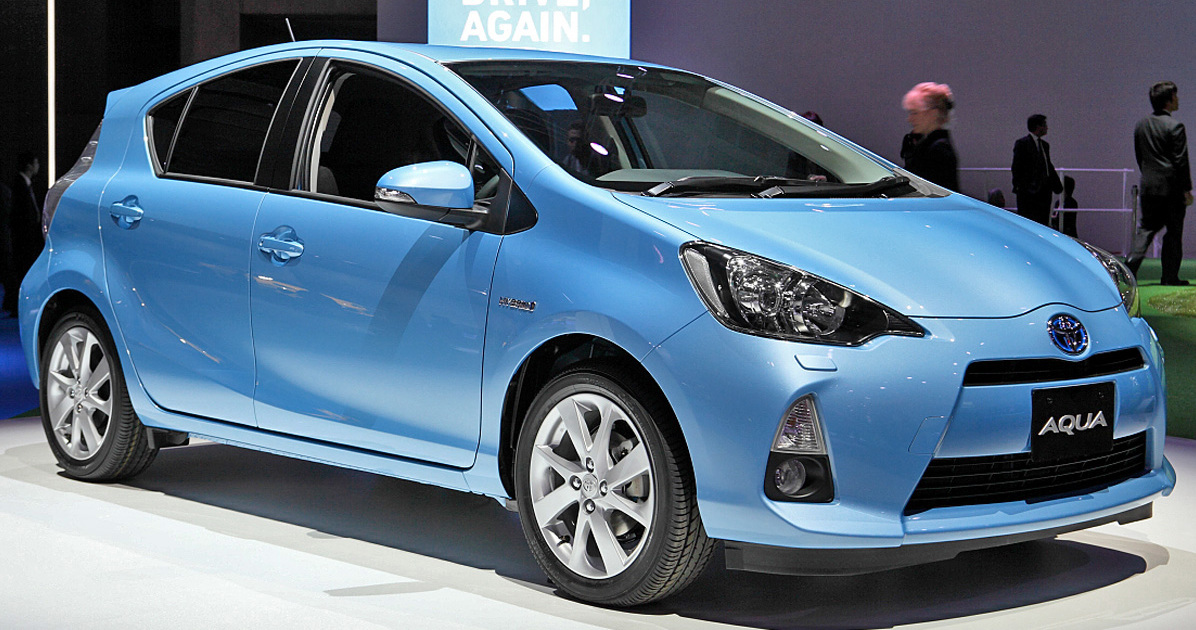
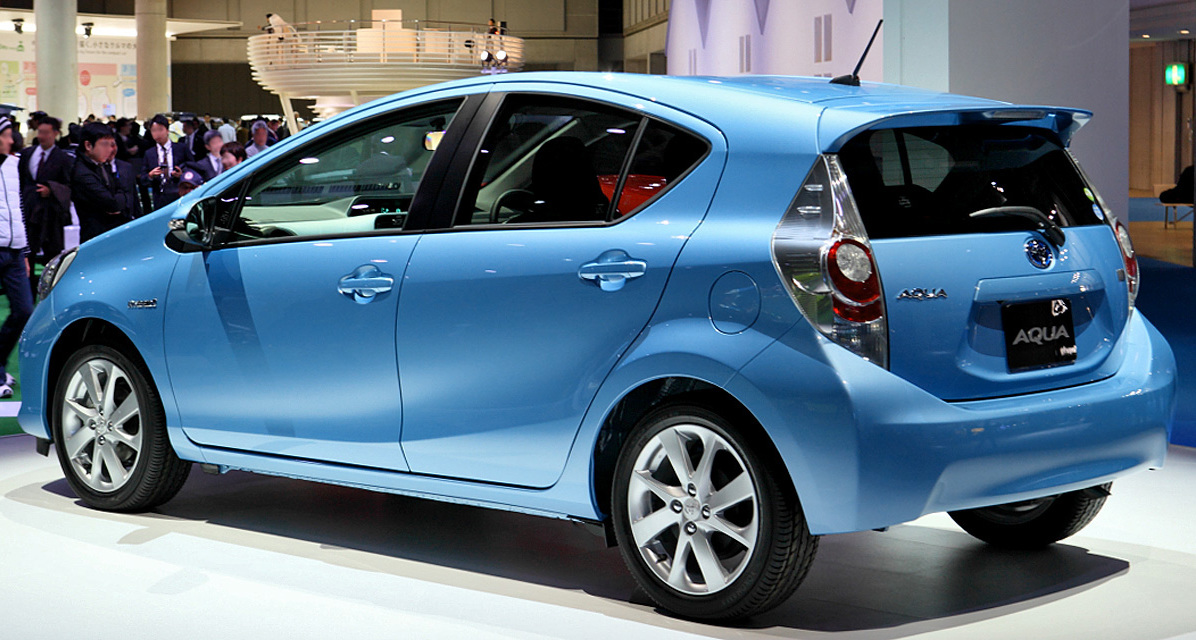
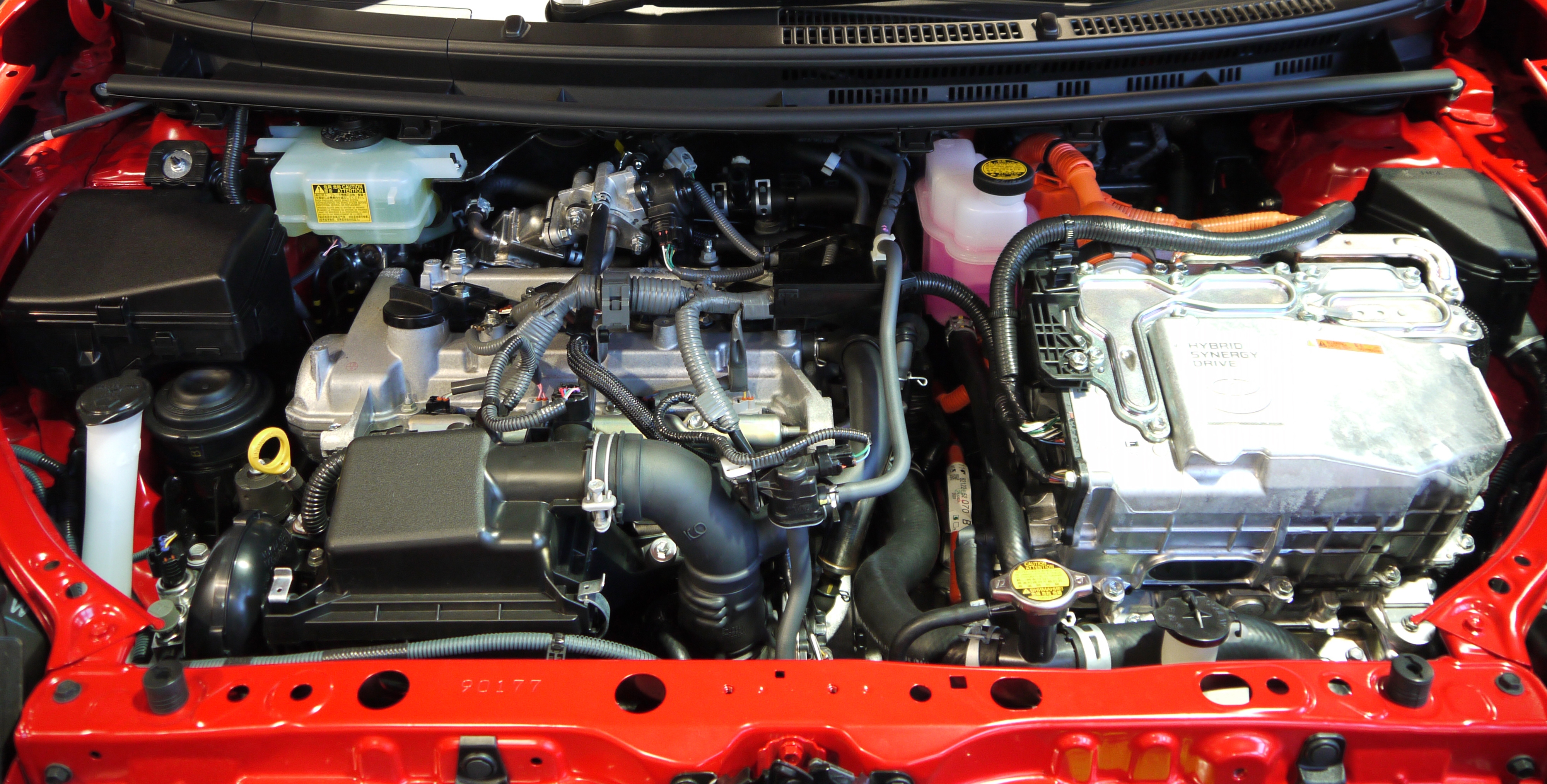
Hybrid Synergy Drive de Toyota Aqua (Prius c)